# Malalbergo
Malalbergo là một đô thị ở tỉnh Bologna vùng Emilia-Romagna của Ý, có vị trí khoảng 30 km về phía đông bắc của Bologna. Tại thời điểm ngày 31 tháng 12 năm 2004, đô thị này có dân số 7.911 người và diện tích là 53,8 km².
Đô thị Malalbergo có các frazioni (Đơn vị trực thuộc, chủ yếu là các làng) Altedo, Ponticelli, Pegola, và Casoni.
Malalbergo giáp các đô thị sau: Baricella, Bentivoglio, Galliera, Minerbio, Poggio Renatico, San Pietro in Casale.